# Harpella ambiquellus
Harpella ambiquellus är en fjärilsart som beskrevs av Costa 1836. Harpella ambiquellus ingår i släktet Harpella och familjen praktmalar, (Oecophoridae). Inga underarter finns listade i Catalogue of Life.